# 台灣原住民族勞工
台灣原住民族勞工，主要指的是戰後臺灣經濟發展時期，部落原住民投入勞動的人力。近50年來，臺灣原住民族的時空關係發生巨大的變化。戰後改變原住民農生活型態最大的是漁業，因為阿美族人最擅長捕魚，所以許多阿美族人到基隆、高雄從事遠洋漁工的工作。戰後臺灣都市的快速發展與缺工下，雇主或仲介人往往到原住民部落尋找合適的工人，整車的把原住民青壯年往都市送。這半世紀來，原住民踏上城鄉遷徙或跨國移工之途。曾有無數的原住民到新北市瑞芳、土城及基隆市七堵到煤礦公司工作。1970年代臺北大興土木，大部份的原住民都來到臺北市內湖、南港地區的建築界做板模、鐵工的工作。

## 礦坑勞工
臺灣煤炭的開採可推到荷蘭時代。1880年官礦合法化，到1892年改由私礦負責。1986年日本殖民積極開採，1945年國民政府接收日煤持續生產，1973年臺灣原住民佔煤礦工人口的20%。1965年煤礦公司到原住民地區招募礦工，因提供吃住，許多原住民賣掉家鄉的土地，舉家搬遷到新北市。1980年臺灣各地的礦工中，原住民礦工相當普遍，大約佔62.5%。礦工一天在攝氏40度悶熱、吵雜又潮濕的暗黑地底下，屈身在低矮的煤坑與滿布煤塵的環境下工作。在這種高危險的環境下工作超過12小時，隨時面對不確定及死亡的恐懼。坑礦區的原住民婦女則從事洗煤的工作，或是到附近工廠清潔、刷鐵鏽、搬運等臨工。礦工除了矽肺病外，勾蟲病也常見，造成職業傷害包括落磐、瓦斯中毒、水火災、搬運意外、埋沒、炸藥爆炸等，大都與礦場安全措施有關。臺灣北部煤礦一般處於人煙少的位置，原住民礦工的生活習慣和文化異於一般礦工，礦方將原住民礦工集體到山林間的礦場上工，並在山林礦場附近興建原住民礦工的宿舍社區。與平地礦工的水泥房比較，原住民房舍屬於簡陋的木屋工寮。
1970年煤礦開始走下坡，1980年代接連三次大災變，1990年代走入歷史。封礦後的原住民受迫煤礦公司的強制搬離，礦工及其眷屬們，沒了工作也沒了居住的地方，數次上法院打官司，數次敗訴。鑑於許多受難家屬沒有得到妥善照料，曾於1998年於新北市議會前靜坐，要求接管礦災所募及的捐款。2005年政府於海山煤礦現址規劃為原住民生態公園。

## 遠洋漁工
阿美族早在日治時代即接觸到漁業，部分族人曾受騙於日本和琉球移民，從事鏢旗漁船上勞動。戰後，又有原住民至新港與蘇澳地區，1950初至基隆海域，1960至70年代，漁業公司為尋求人力至花東地區招募船員，由於在阿美族傳統文化裡，漁獵是族人維持生計的主要方式之一，遠洋漁業可提供較高收入的就業機會，加上親友的引介，移居至高雄、基隆港區的阿美族人漸多。1980年代因臺灣漁船船員老化，臺灣年青勞動意願低落，船公司允許無行船經驗者上船。原住民參加漁業訓練，逐漸加入漁業。根據漁業局的統計，當時臺灣遠洋漁業的原住民占從業人口的32.3％。1990年原住民從漁業集體離開，於是開始引進中國籍或外藉漁工解決臺灣漁業船員荒的問題。
原住民漁工雖然大多數是透過親友引介，但不肖仲介業者積極的投入時間和金錢在山地社區建立關係，取得信任，輕易騙取仲介費，即俗稱「海狗」的仲介肩客。仲介公司與船長勾結，壓榨剝削遠洋漁船船員，船上伙食用品供應短缺，扣留船員安家費，部分遭到毒打、綁架、下藥以及金錢利誘等不當誘騙上船。臺灣漁工時常面對死亡、被扣與無工資等問題，長時間工作壓力及船員間磨擦，遇惡劣的海像，也常有海難發生。船員收入受漁市場價格不穏定，受到不合理的分紅制度傷害極深。

## 建築工人
1980年代以來，原住民從礦坑或遠洋轉入建築業當擔建築工，站在鷹架上勞動。臺灣營造業體系裡屬層層轉包的包工制度，一般由業主將工程轉給承包工程的營造廠，再由得標模板工作的公司提供材料或直接提供工作機會給負責控制工作班底施作品質的帶隊、帶班的模板工頭，模板工班一般由10人左右所組成一組團隊。原住民透過就業機會結構接手模板工班的工作，為了在不穩定及無保障的非正式經濟就業的基層工作，形成工班網絡關係。
原住民從事的建築勞動，屬非正式經濟部門地置，以日薪計算，工作並不穩定。是一個高危險、體力耗費大的工作。如高樓工作、鐵工等常要在酷熱與寒冷的季節綁鋼作業。部分雇主為了節省成本，通常沒有給打零工的工人辦理勞工保險，也沒有退休金。1989年開放引進外籍勞工，營造商為節省人力成本，原住民薪資與勞動條件也不斷下降，對原住民勞工刁難解除契約，或不與錄用，原住民就業機會逐漸被廉價外勞取代。